# Accademia cavalleresca
L'Accademia cavalleresca (in tedesco: Kaiserliche Ritterakademie zu Liegnitz) è stata una scuola superiore maschile di Legnica, esistente dal 1730 al 1945.

## Storia
Nel testamento del 1646, il principe Giorgio Rodolfo di Legnica (1595-1653), morto senza prole, lasciò dei fondi per far creare una scuola per ragazzi nobili, giovani protestanti di Slesia. La scuola sarebbe stata chiamata Johannisstiftung (Fondazione di San Giovanni) e amministrata dal Capitolo della chiesa di San Giovanni, all’epoca un tempio calvinista di corte. L’idea del principe non venne realizzata per 22 anni dopo la sua morte, dato che il potere si trovava nelle mani di vari Piast di Slesia che governavano solo per un breve tempo: fino all’estinzione della dinastia slesiana nel 1675, quando morì l’ultimo Piast Giorgio Guglielmo.
Gli arci-cattolici Asburgo, in quanto eredi al trono boemo, colsero l’occasione di prendere il ducato di Legnica come feudo dopo l’estinzione dei Piast di Slesia.
Gli Asburgo iniziarono subito la ricattolicizzazione dell’ultimo pezzo della terra slesiana nel quale c’era la tolleranza religiosa e la maggioranza di sudditi professava il protestantesimo. La chiesa di San Giovanni venne data alla Compagnia di Gesù, che la trasformò in un tempio cattolico, mentre i fondi destinati alla costruzione dell’Accademia furono confiscati dal tesoro imperiale.
Solo il trattato di Altranstädt (1706) costrinse gli Asburgo a restituire i fondi saccheggiati. A Legnica si creò la nuova scuola per i nobili chiamata l’Accademia Cavalleresca; in essa, però, malgrado la volontà del fondatore Giorgio Rodolfo di Legnica, potevano studiare sia i protestanti che i cattolici.
Karl von Zedlitz, che fu ministro dell’istruzione prussiano e direttore della scuola negli anni 1788-1789, divenne un riformatore dell’Accademia. Nel 1811 si permise di frequentare la scuola anche agli alunni di origine non nobile, nel 1901 invece essa fu trasformata in un liceo statale – il quale esisteva fino al 1945 – frequentato, per tradizione, da molti studenti provenienti da famiglie nobili del Regno di Prussia. Uno degli insegnanti nell’Accademia alla seconda metà dell’Ottocento fu il pittore Theodor Blätterbauer.

## Edificio dell’Accademia
L’edificio monumentale dell’Accademia, esempio del barocco austriaco sul terreno della Polonia attuale, fu eretto dal 1726 al 1738 secondo progetti dell’architetto viennese Joseph Emanuel Fischer von Erlach e sopravvisse alla Seconda Guerra Mondiale. Venne  devastato nel 1945, quando fungeva da quartiere delle truppe sovietiche, di Legnica e dintorni. Solo nel 1978 i sovietici restituirono l’edificio ai polacchi. Il restauro dell’Accademia è finito ufficialmente alla fine del marzo del 2016.